# Pétervágása
Pétervágása (szlovákul: Petrovce) község Szlovákiában, az Eperjesi kerületben, a Varannói járásban.

## Fekvése
Tapolyhanusfalvától 4 km-re délnyugatra fekszik.

## Története
1412-ben „Peterwagas” néven említik először, de a falut még a 14. században egy Péter nevű soltész alapította. 1427-ben 27 ház állt a faluban és ezzel a nagyobb falvak közé számított. Később a népesség száma visszaesett. A 16. század második felében ruszinokkal telepítették be. 1600-ban 12 háza volt. A Sós család sóvári uradalmához tartozott.
A 18. század végén Vályi András így ír róla: „Pétervágás. Petrovce. Tót falu Sáros Vármegyében, földes Urai Szirmay, és több Uraságok, lakosai katolikusok, fekszik Hanusfalvának szomszédságában, mellynek filiája, határbéli földgye meglehetős termésű, vagyonnyai középszerűek, második osztálybéli.
”
Fényes Elek 1851-ben kiadott geográfiai szótárában így ír a faluról: „Vágás (Péter-), Sáros v. tót falu, Hanusfalva fil., 37 kath., 193 evang., 13 zsidó lak. F. u. többen.”
A trianoni diktátumig Zemplén vármegye Sztropkói járásához tartozott.

## Népessége
| Év:            | 1994. | 2004.   | 2014.   | 2024.   |
| -------------- | ----- | ------- | ------- | ------- |
| Emberek száma: | 446   | 440     | 453     | 441     |
| Eltérés:       |       | -1,34 % | +2,95 % | -2,64 % |

| Év:            | 2023. | 2024. |
| -------------- | ----- | ----- |
| Emberek száma: | 450   | 441   |
| Eltérés:       |       | -2 %  |

1910-ben 148, többségben szlovák lakosa volt, jelentős ruszin és cigány kisebbséggel.
2001-ben 454 lakosából 450 szlovák volt.
2011-ben 439 lakosából 435 szlovák.

## Nevezetességei
- Evangélikus temploma 1997-ben épült.